# Adolf Ulrik Wertmüller
Adolf Ulrik Wertmüller, né le 18 février 1751 à Stockholm et mort le 5 octobre 1811 près de Wilmington (Delaware), est un portraitiste suédois. Il est, avec Gustaf Lundberg et Alexander Roslin, l'un des principaux artistes suédois ayant exercé à Paris au XVIIIe siècle. Il est principalement un peintre de la bourgeoisie mais compte parmi ses modèles les plus prestigieux la reine Marie-Antoinette et le général George Washington.

## Biographie
Neveu d'Alexander Roslin, Wertmüller a été actif surtout en Italie, en France, en Espagne et aux États-Unis. Il a peint des motifs mythologiques dans un style néoclassique (Danaé et la pluie d’or) et des portraits magistraux (George Washington). Il représente dans ses tableaux mythologiques la transition du rococo au néo-classicisme, qui est représenté comme dans l’art français par son maitre, Joseph-Marie Vien et par le jeune Jacques-Louis David.
Wertmüller a d’abord étudié la sculpture sous la férule de Pierre Hubert Larchevêque de 1765 à 1771, après quoi il est passé à la peinture et est devenu l’élève de Lorens Pasch le jeune. En 1772, il se rend à Paris et travaille d’abord un an dans l’atelier de Joseph-Marie Vien avant d’entrer à l’Académie royale, où il remporte le deuxième prix en 1774.
L’année suivante, il se rend à Rome, où son patron était directeur de l’Académie de Rome. Il y reste jusqu’à l’automne 1779, avant de se transporter à Lyon puis de revenir à Paris en mai 1780.
Nommé peintre de la cour de Suède par Gustave III, il devient membre de l’Académie des Beaux-Arts suédoise et, en 1784, de l’Académie royale de peinture et de sculpture. Lors de la visite de Gustave III à Paris, il reçoit du roi l’autorisation de peindre le portrait de la reine Marie-Antoinette, qu’il représente à pied avec ses deux enfants dans le parc du Trianon. Le tableau sera exposé au salon de 1785.
En 1787, il réalise son chef-d’œuvre, Danaé et la pluie d’or, œuvre qui s’avérera controversée comme l’un des premiers nus féminins exposés aux États-Unis. L’année suivante, il part s’installer à Bordeaux puis, après le déclenchement de la Révolution, à Madrid en 1790, à Cadix en 1791, avant de rejoindre, à bord d’un brick suédois, en 1794, l’Amérique.
En 1796, il revient à Paris pour tenter de récupérer ses économies d’argent, et fait en 1797, un voyage d’affaires à Stockholm, qu’il n’avait pas revu depuis 25 ans. Il devait y perdre le reste de sa fortune dans la banqueroute de son frère-directeur N. Pauli.
En 1800, il repart et se marie à Philadelphie avec Elizabeth Henderson, la fille du peintre d’origine suédoise Gustavus Hesselius, se fait naturaliser américain et achète une maison de campagne. Toutefois, des troubles de la vision commencent à l’empêcher de peindre.
La Bibliothèque royale de Suède est en possession de l’autobiographie, d’agendas et de nombreuses lettres de Wertmüller.

## Collections publiques

### En Belgique
- Bruxelles, Musées royaux des Beaux-arts : Portrait des deux demoiselles Imbert, 1781

### En Espagne
- Madrid, Musée du Prado : 
  - Portrait du comte de Rechtern, 1790
  - Portrait de la comtesse de Rechtern, Doña Concepcion Aguirre y Yoldi, 1790

### Aux États-Unis
- Albany, Institute of History and Art : Portrait d'Edmond Charles Genet, 1784

- Boston, Museum of Fine Arts : Portrait de Jean-Jacques Caffieri, 1784

### En Finlande
- Helsinki, Musée Sinebrychoff : Portrait de Charlotta Ekkerman, dite Madame Ahlgren, 1784

### En France
- Bordeaux, Musée des Arts décoratifs : 
  - Portrait de David Skinner, 1788
  - Portrait de Madame John Mac Carthy, 1788
  - Portrait de John Mac Carthy, 1789
  - Portrait de Susan Johnston, 1789
- Bordeaux, Musée des Beaux-arts : 
  - Portrait d'Henriette Nairac tenant un bouquet, 1789
  - Portrait d'Emilie Nairac à la Diane, 1789
- Nancy, Musée des Beaux-arts : Portrait d’Émilie Charton, 1781
- Paris, Institut Tessin : Portrait de Jean-Jacques Bachelier, 1784
- Musée national des châteaux de Versailles et de Trianon : Portrait de Marie-Antoinette, 1788

### En Suède
- Château de Gripsholm : Portrait du baron Gustaf Mauritz Armfelt en costume de tournoi scythe, 1785
- Helsingborg, Musée des Beaux-arts : Portrait de Monsieur Perret de Thorigny, 1781
- Löfstad, Musée des Beaux-arts : Portrait de Marie-Thérèse Charlotte de France, dite Madame Royale, 1786
- Norrköping, Konstmuseum : Portrait de jeune femme, 1789[2]
- Stockholm, Konstakademien : 
  - Portrait de Carl Fredrik Sundvall, 1786
  - Portrait de Louise Pauli, 1798
  - Portrait de Nicolas Pauli, 1799
- Stockholm, Nationalmuseum :
  - Ariane abandonnée sur l'île de Naxos, 1783
  - Portrait du Dauphin Louis Joseph François Xavier de France, 1784
  - L'Amour en Bacchus, 1784
  - Portrait de Marie-Antoinette, Monseigneur le Dauphin et Madame, fille du roi, se promenant dans les jardins du Petit Trianon, 1785
  - Portrait de Christian Adolf König, 1786
  - Portrait d'Henri Bertholet-Campan avec son chien, 1786
  - Portrait d'Adélaïde Henriette Auguié en laitière, 1787
  - Danaé et la pluie d'or, 1787
  - Autoportrait, c.1795
  - Portrait du président George Washington, 1795
  - Portrait de Lars Grandel, 1799

### En Suisse
- Château de Coppet : Portrait du baron Erik Magnus Staël von Holstein, 1783

## Galerie

Œuvres d'Adolf Ulrik Wertmüller
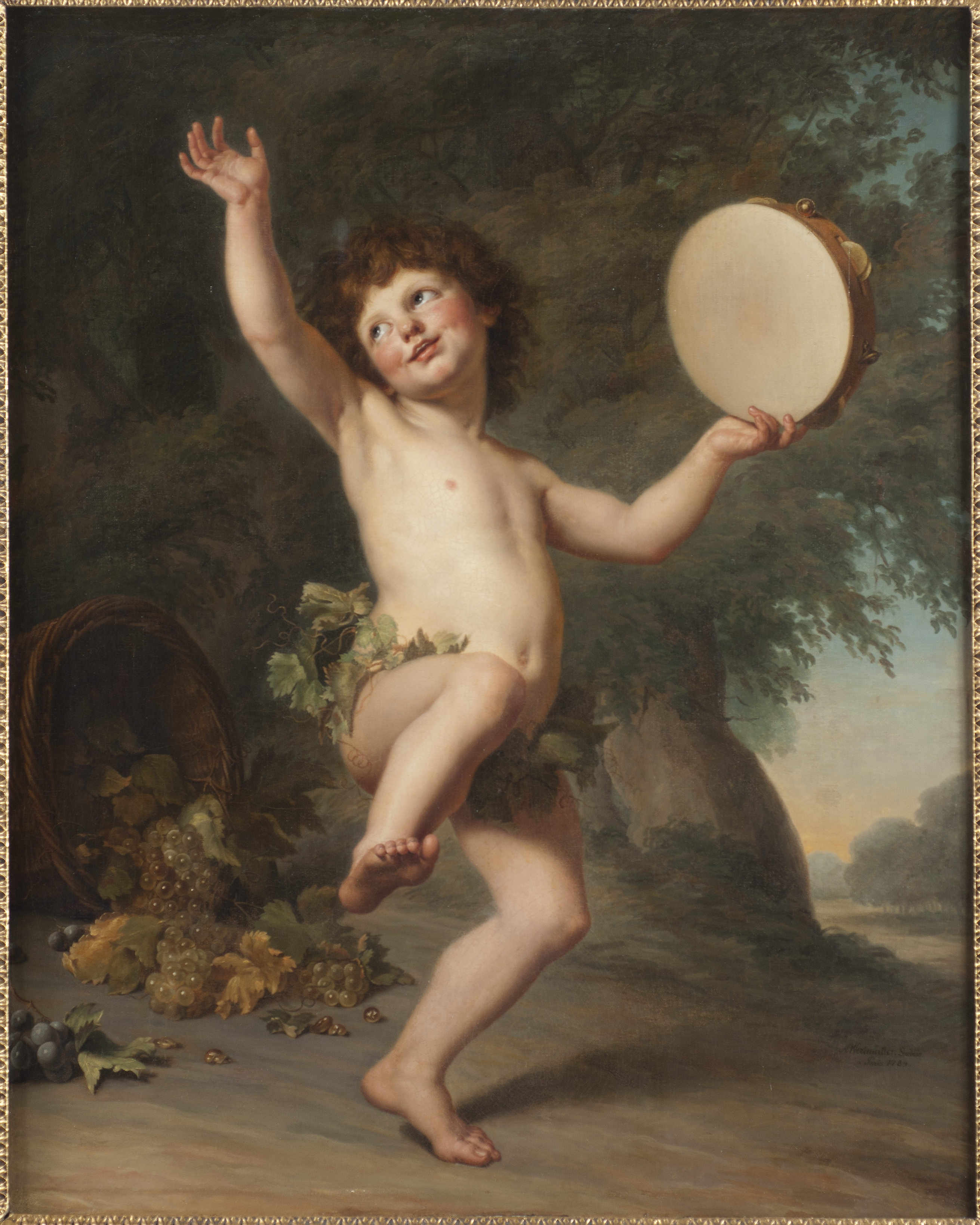
Amour en Bacchus (1784), Stockholm, Nationalmuseum.
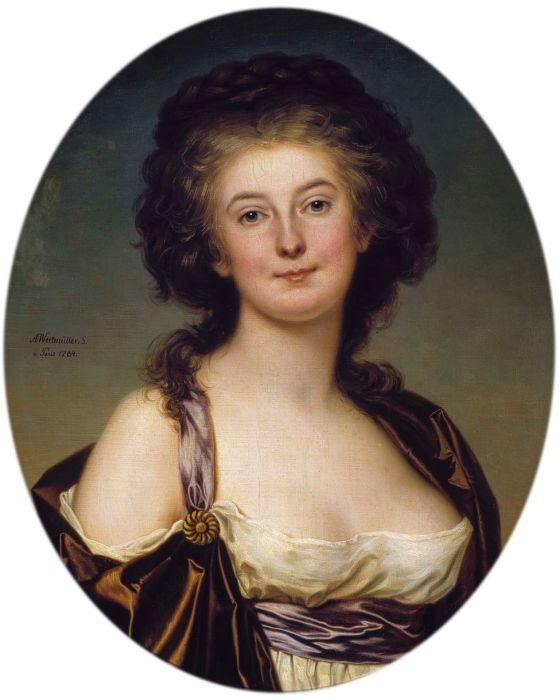
Mademoiselle Charlotte Eckerman (1784), Helsinki, musée Sinebrychoff.
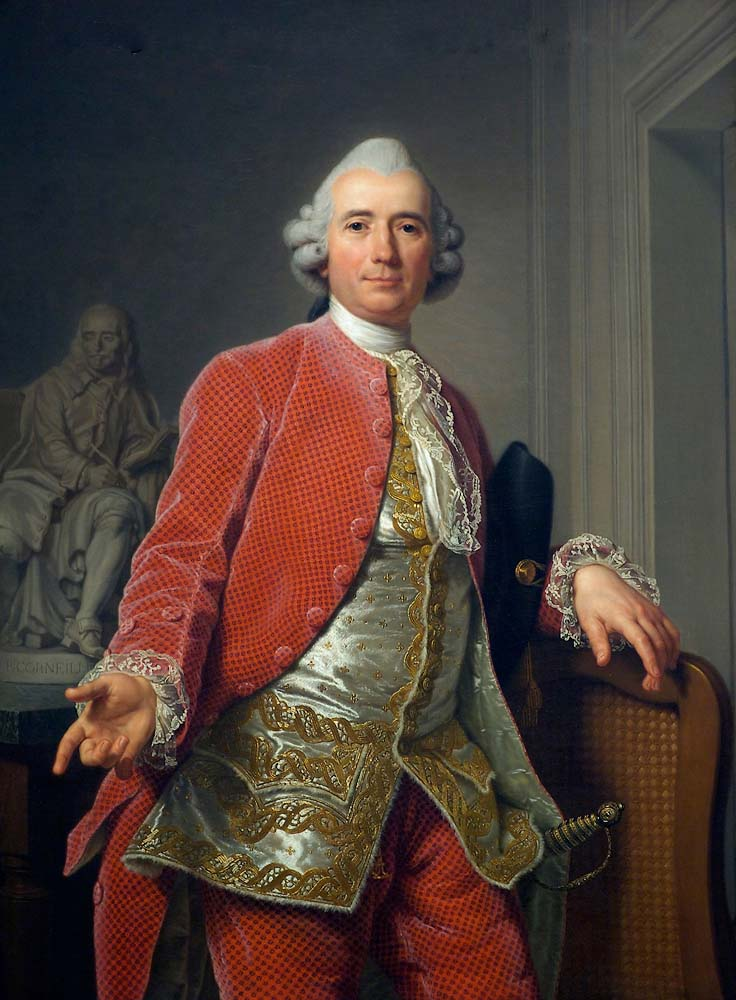
Jean-Jacques Caffieri (1784), musée des beaux-arts de Boston.
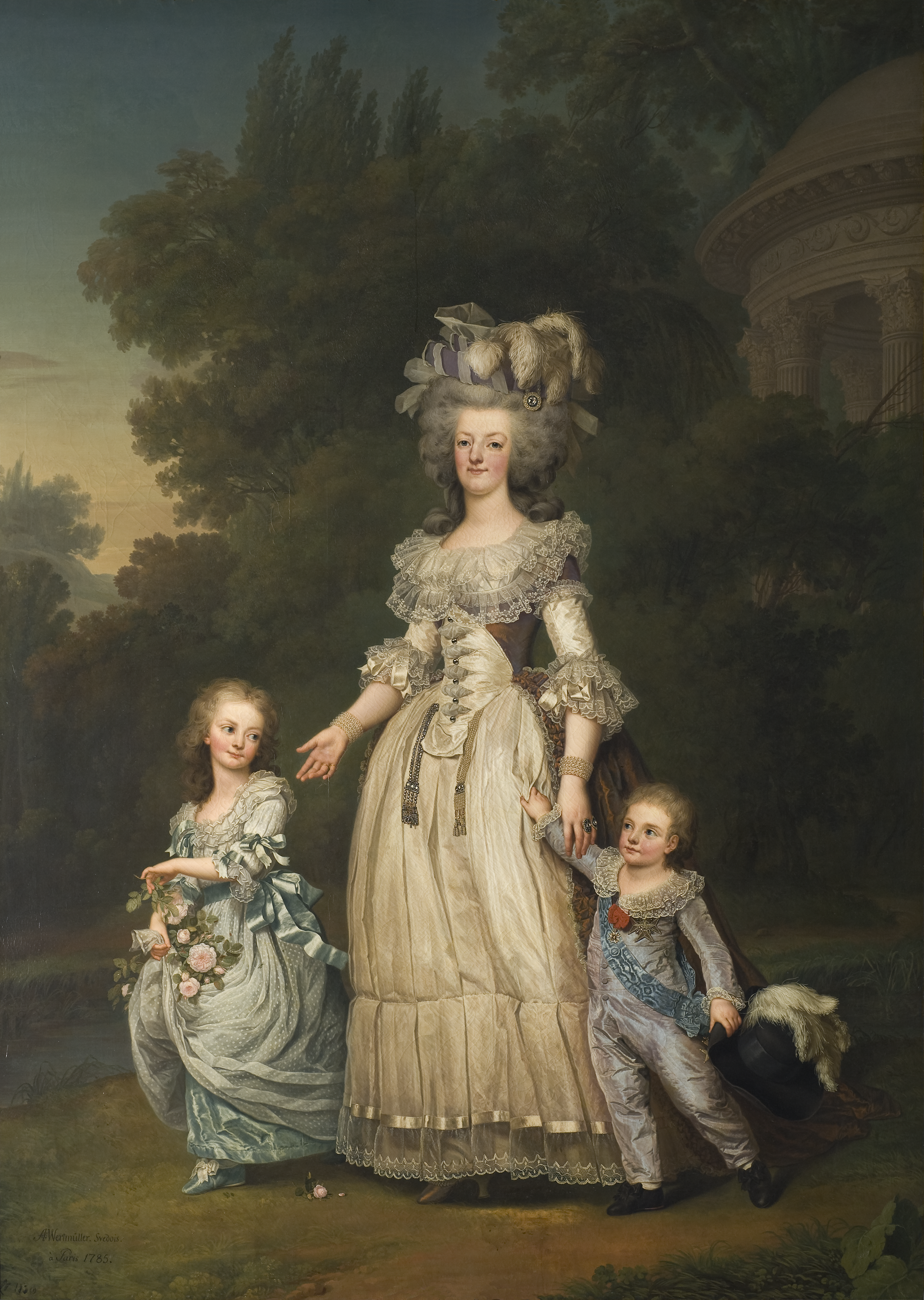
La reine Marie Antoinette (1785), Stockholm, Nationalmuseum.
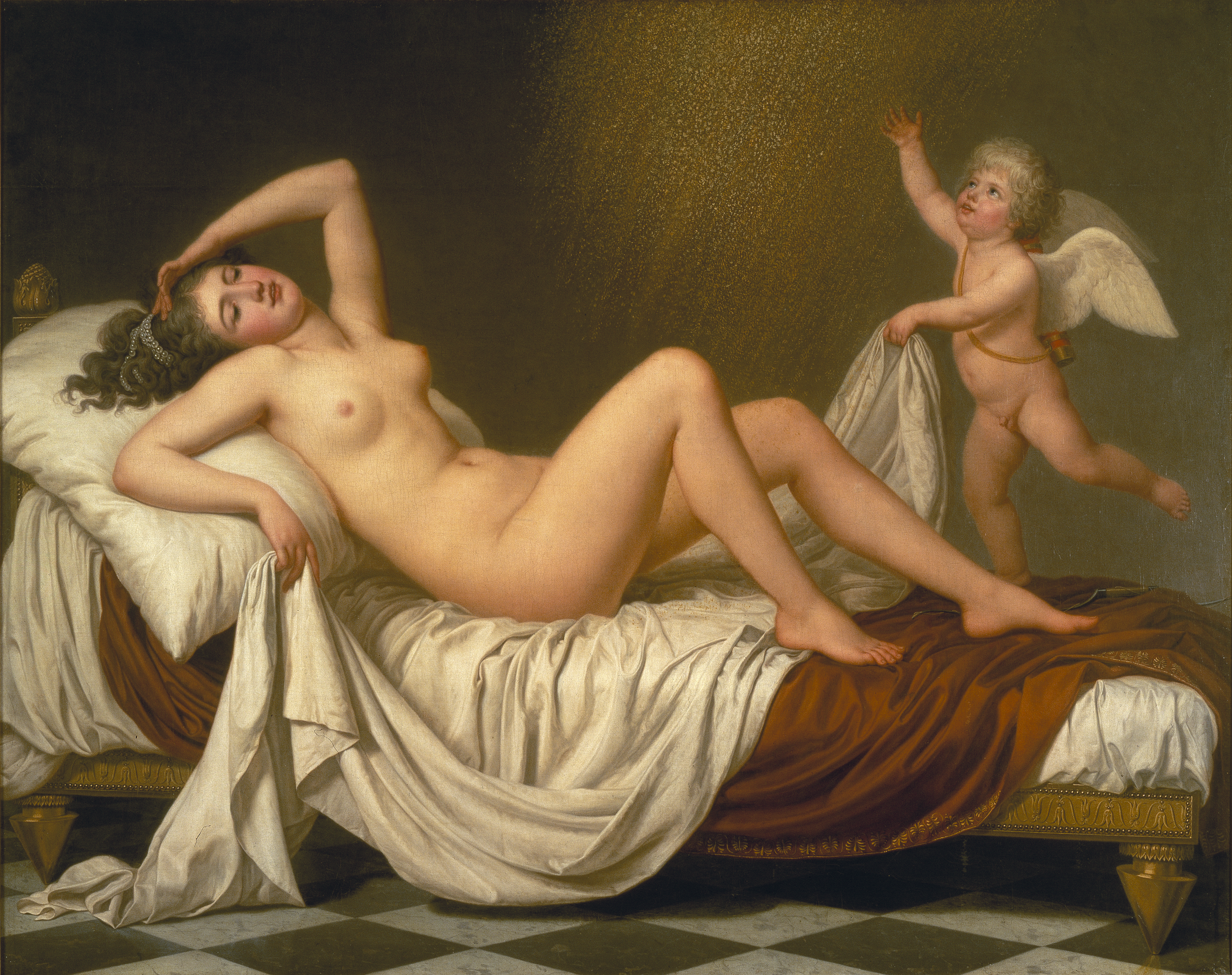
Danaé et la pluie d’or (1787), Stockholm, Nationalmuseum.
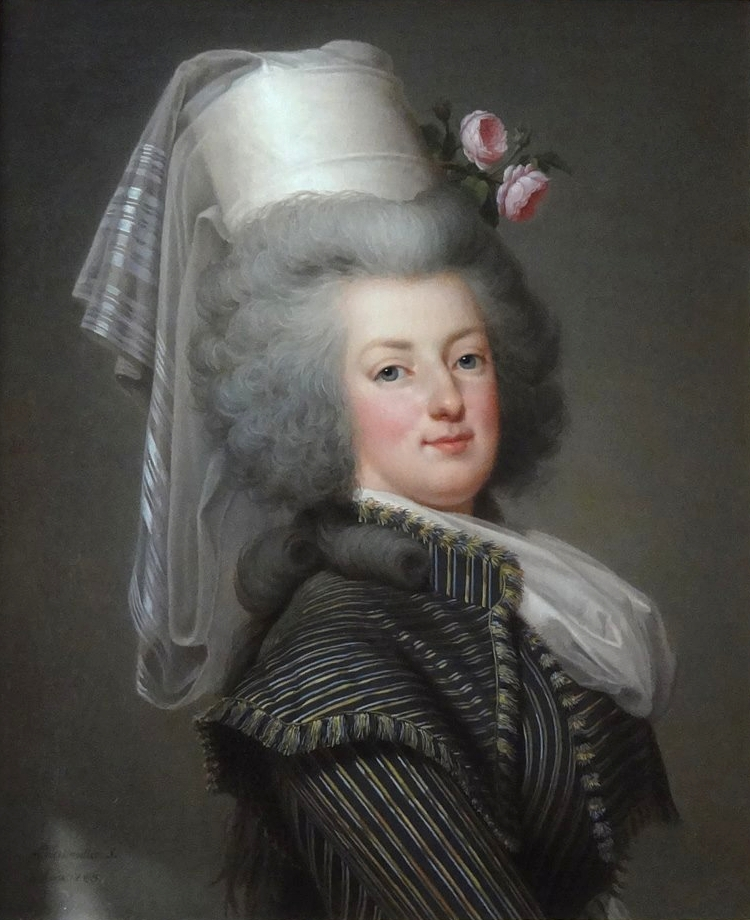
La reine Marie Antoinette (1788), château de Versailles.
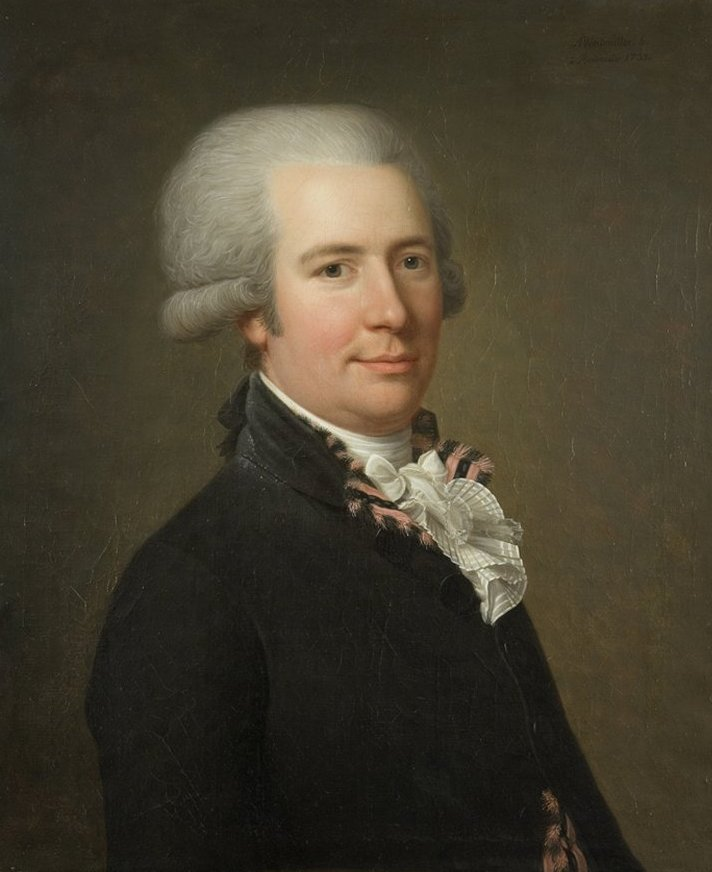
John Mac Carthy (1789), musée des Arts décoratifs et du Design de Bordeaux
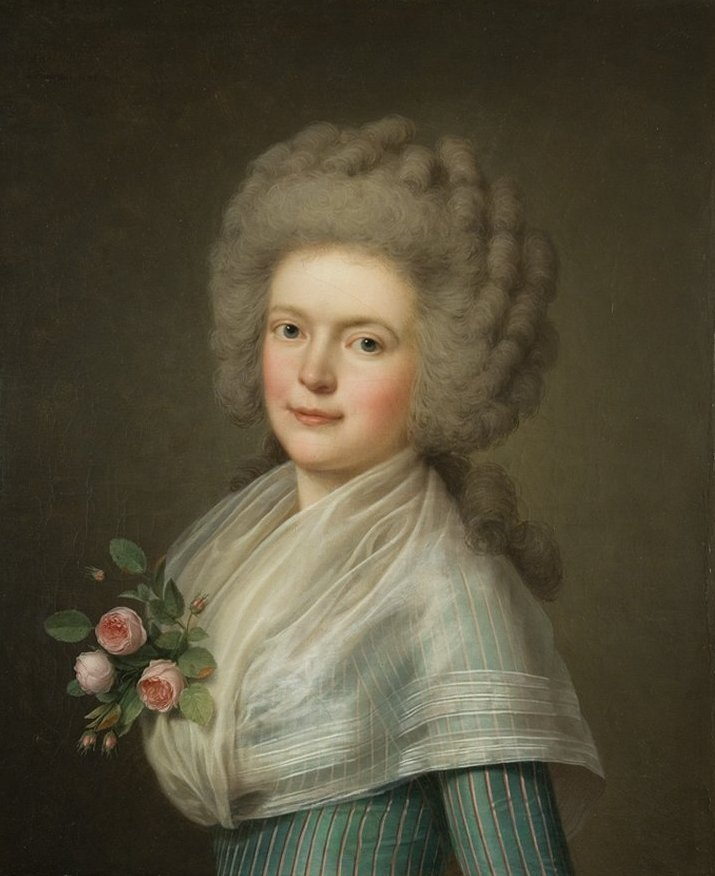
Madame John Mac Carthy (1788), musée des Arts décoratifs et du Design de Bordeaux